# العيشية
العيشية هي إحدى القرى اللبنانية من قرى قضاء جزين في محافظة الجنوب.

تقع في آخر قضاء جزين بين كل من الريحان والجرمق وتبعد عن العاصمة بيروت حوالي ٨٢ كلم، يمكن الوصول اليها عبر طريق النبطية-جزين او صيدا-جزين.

## في التاريخ

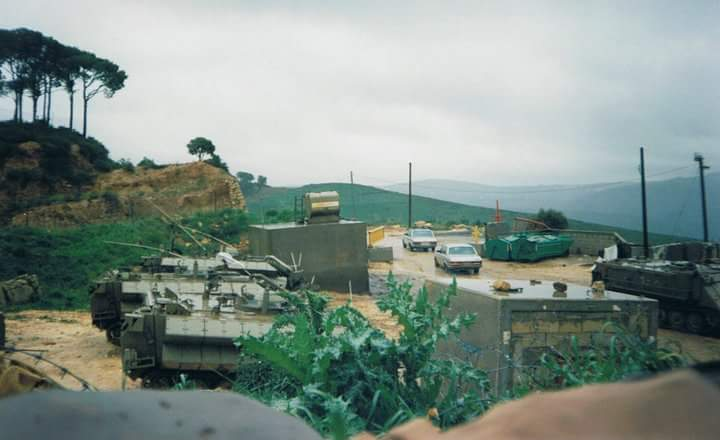
مدخل موقع أمني في قرية العيشية في لبنان

تعتبر بلدة العيشية من البلدات ذات الاغلبية المسيحية من السكان تحديدا الموارنة لهذا السبب يوجد بها كنيستين الاولى كنيسة مار انطونيوس والثانية كنيسة السيدة العذراء (او كنيسة السيدة) كما يطلق عليها اهلها و تم تدمير اجزاء من هذه الكنائس خلال الحروب التي مرت على البلدة ولكن تم ترميمها لاحقاً بعد انتهاء الحرب، عام ١٩٧٦ تمت مهاجمة سكان البلدة المدنيين من قبل منظمة التحرير الفلسطينية وبعض الاحزاب اللبنانية الموالية لها في محاولة للسيطرة على البلدة حيث تم ارتكب مجزرة بحق الاهالي راح ضحيتها اكثر من ٧٠ ضحية من الرجال والنساء والأطفال تم تهجير اهلها، تلاها لاحقاً الاجتياح الاسرائيلي عام ١٩٨٢ - ٢٠٠٠.     
تتميز هذه البلدة بحرش الصنوبر الكبير والذي بعتبر وجهة ترفيهية للعائلات والاصدقاء لتمضية يوم رائع في احضان الطبيعة كما تشتهر البلدة مثل معظم البلدات الجنوبية بانتاج اجود انواع زيت الزيتون. رغم كل ما عانته هذه البلدة من مآسي في فترة الحرب الاهلية اللبنانية والاجتياح الاسرا:يلي لا يزال اهلها متمسكين بأرضهم و محافظون على عاداتهم و تقاليدهم